# Serbiens riksvapen
Serbiens riksvapen blev officiellt antaget den 17 augusti 2004. Det är samma vapensköld som huset Obrenović antog 1882 för konungariket Serbien. Vapenskölden är omgivet av en vapenmantel. Riksvapnet kännetecknas av dubbelörnen, som är en klassisk slavisk symbol och härstammar från den medeltida Nemanjić-ätten, samt av den inre skölden som bär ett kors och de fyra kyrilliska bokstäverna СССС, vilka med det latinska alfabetet blir SSSS, som står för det nationella mottot Samo sloga Srbina spasava (endast enade överlever serberna). Ursprunget till symbolen kommer dock troligen från Bysantinska rikets grekiska BBBB som betyder Basileus Basileon Basileuon Basileusin (kungen av kungar, regerar över alla kungar).